# Damian Kramski
Damian Kramski (ur. 1975) – polski fotograf. 
W latach 1996-2013 (lub 1995-2012) pracował dla Gazety Wyborczej. Przez pięć lat kierował tam działem fotografii (2003-2008). Publikował też w takich czasopismach, jak: Newsweek Polska, Polityka, Wprost, Przekrój, National Geographic, Twój Styl oraz Le Monde. 
Mieszka w Gdyni. Do jego zainteresowań należy życie Trójmiasta i regionu pomorskiego. Fotografował też w USA i Rosji. Rozgłos przyniosły mu fotoreportaże z Afganistanu, obrazujące wojnę z perspektywy stacjonujących tam żołnierzy Wojska Polskiego. W 2009 cykl ten był nominowany do nagrody za najlepsze zdjęcie prasowe na International Festival of Photojournalism w Perpignan, a w 2008 zdobył Grand Prix konkursu Newsweek Photo-reportage. W 2009 zdobył pierwsze miejsce w konkursie Grand Press Photo (kategoria Życie codzienne) za cykl zdjęć zrobionych w Gdańsku podczas wieczoru kawalerskiego w zabytkowym tramwaju. W 2007 fotografował wieś Zagórki znaną z filmu dokumentalnego Arizona autorstwa Ewy Borzęckiej. 
Od 2015 prowadzi produkcję filmową i fotograficzną w przedsiębiorstwie Comcam.pl. Współpracuje z takimi markami, jak Orange, Żywiec, Volkswagen, Samsung, H&M, Škoda Auto, Palfinger, Red Bull, Ergo Hestia, Leo Burnett i innymi. 